# Osterholz-Scharmbeck

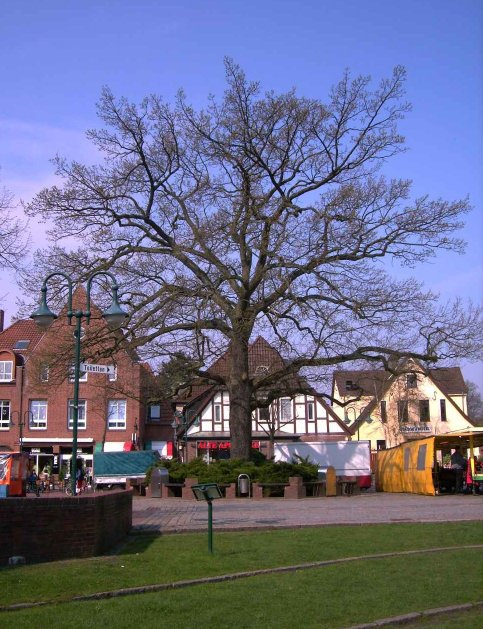
Marknaden i Osterholz-Scharmbeck

Osterholz-Scharmbeck är en stad i förbundslandet Niedersachsen i Tyskland, med cirka 31 000 invånare. Staden är huvudort i Landkreis Osterholz.